# Сан Чиприано По
Сан Чиприа̀но По̀ (на италиански: San Cipriano Po; на ломбардски: San Sparian, Сан Съпариан) е село и община в Северна Италия, провинция Павия, регион Ломбардия. Разположено е на 63 m надморска височина. Населението на общината е 489 души (към 2017 г.).